# Șcheia (okręg Suczawa)
Șcheia – wieś w Rumunii, w okręgu Suczawa, w gminie Șcheia. W 2011 roku liczyła 3445 mieszkańców. 